# Nycteris gambiensis
Nycteris gambiensis là một loài động vật có vú trong họ Nycteridae, bộ Dơi. Loài này được K. Andersen mô tả năm 1912.